# Karnika
Karnika è stata una nave da crociera in servizio per la compagnia di navigazione indiana Jalesh Cruises.

## Storia

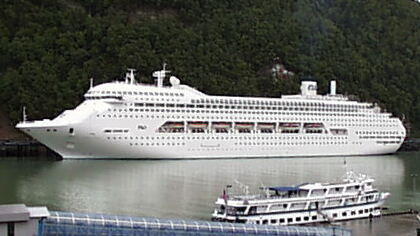
Crown Princess in servizio per Princess Cruises a Skagway nel 1998.

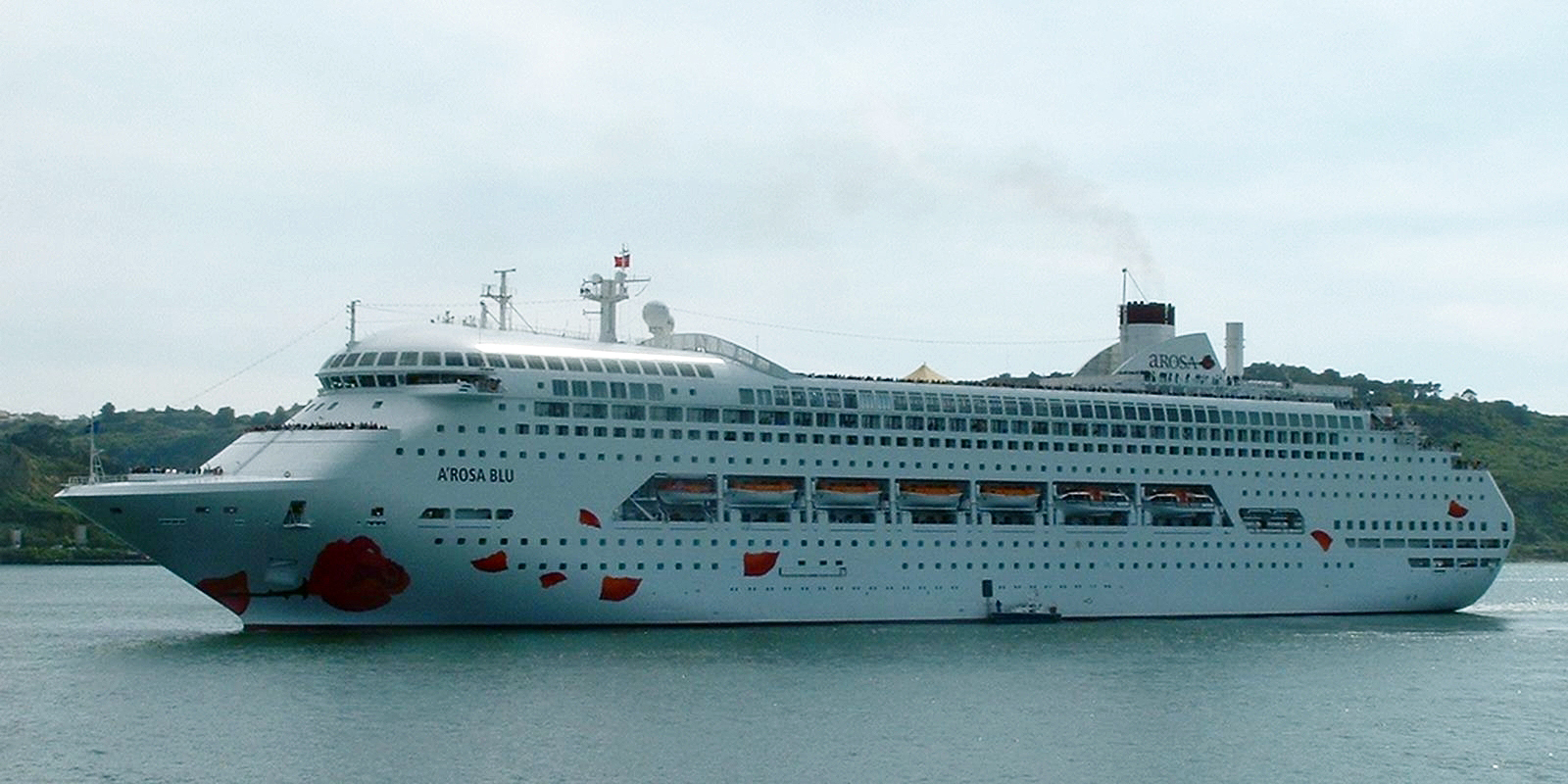
A'Rosa Blu in servizio per A'Rosa Cruises a Lisbona nel 2004.

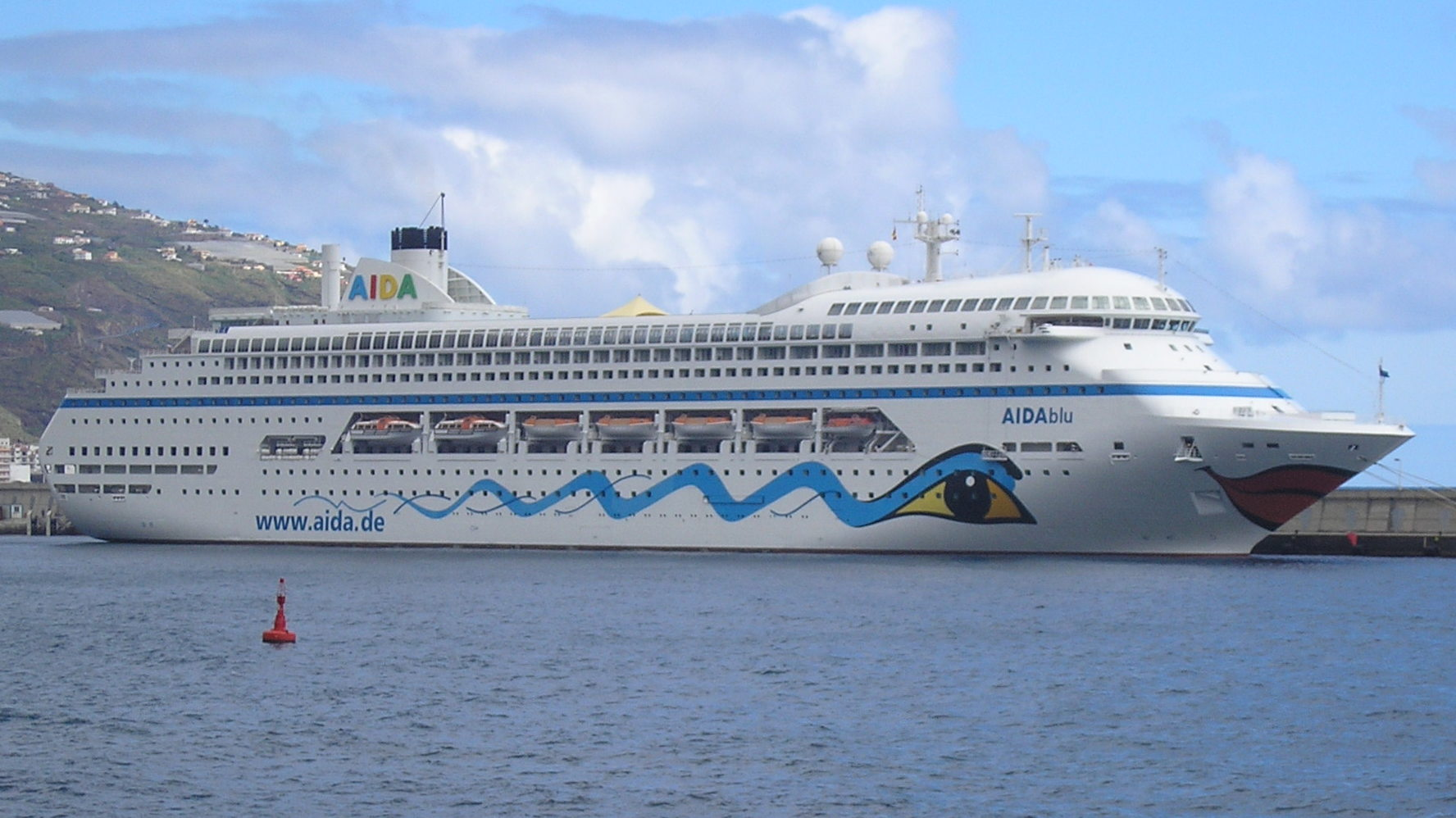
AIDAblu in servizio per AIDA Cruises a Santa Cruz de la Palma nel 2007.

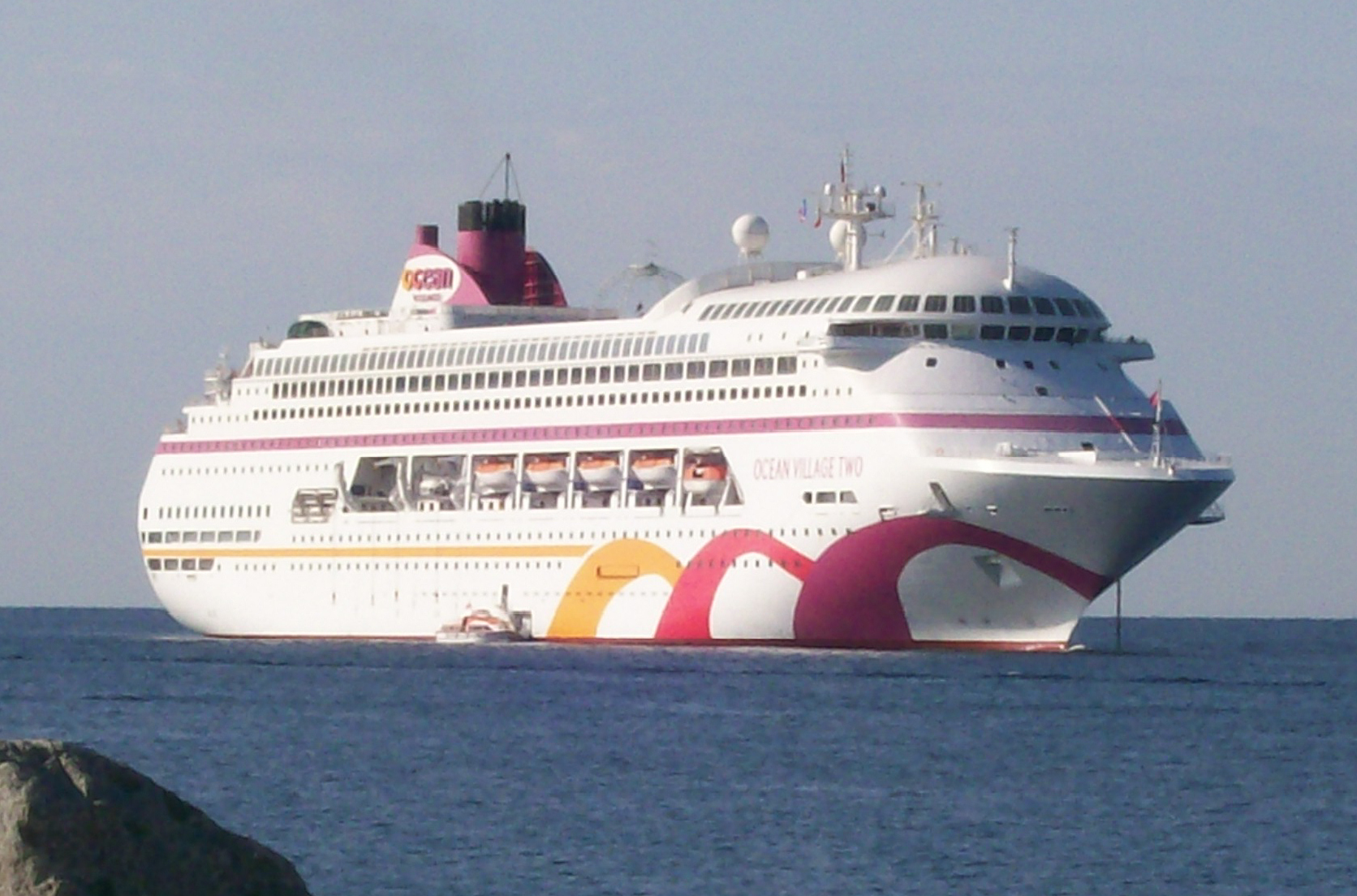
Ocean Village Two in servizio per Ocean Village a Saint-Raphaël nel 2009.

Venne ordinata nel 1985 da Sitmar Cruises a Fincantieri e gli esterni furono progettati da Renzo Piano, che si ispirò alle forme di un delfino per il design della nave. Durante la costruzione, la Sitmar fu acquisita da P&O e la nave entrò in servizio nel 1990 come Crown Princess per Princess Cruises, sussidiaria dell'azienda. In realtà, per i primi due anni, l'operatore ufficiale era l’Astramar di Palermo, società fittizia (sempre del gruppo P&O) fondata per beneficiare dei finanziamenti concessi dallo Stato italiano agli armatori con sede nelle regioni meridionali.
Nel 2001 la P&O, nel frattempo divenuta P&O Princess Cruises, annunciò il trasferimento della nave alla A'Rosa Cruises, un nuovo marchio crocieristico dedicato al mercato germanofono. Dopo un ammodernamento al Lloyd Werft di Bremerhaven, ritornò a operare nel 2002, con il nome A'Rosa Blu. In seguito alla fusione di P&O Princess Cruises con Carnival, il neonato gruppo Carnival Corporation & plc possedeva già una compagnia tedesca, la AIDA Cruises (controllata da Costa Crociere), per cui si decise di vendere il marchio A'Rosa (che si specializzò esclusivamente nel settore delle crociere fluviali) e utilizzare la nave nella flotta AIDA, con la quale operò dal 2004 come AIDAblu. Tra il 2007 e il 2009 la nave è stata gestita da Ocean Village, ribattezzata Ocean Village Two, ma dopo la decisione da parte di Carnival di chiudere il marchio, la nave è stata trasferita alla flotta di P&O Cruises Australia e rinominata Pacific Jewel.
Nel 2019 è stata venduta alla Jalesh Cruises che, dopo averla ristrutturata in bacino di carenaggio per adattarla al mercato indiano, ridenominata Karnika e reimmatricolata alle Bahamas, ha operato crociere in partenza da Mumbai.
Nel 2020, a seguito del fallimento di Jalesh Cruises, la nave è stata venduta per demolizione ad Alang dove verrà smantellata nel corso del 2021.

## Navi gemelle
- Ambience (già Regal Princess)